# Jan Stachniuk
Jan „Stoigniew” Stachniuk (ur. 13 stycznia 1905 w Kowlu na Wołyniu, zm. 14 sierpnia 1963 w Warszawie) – polski filozof i publicysta. Teoretyk i twórca idei kulturalizmu, a także redaktor przedwojennego, nacjonalistycznego pisma „Zadruga” oraz lider skupionego wokół niego ruchu o tej samej nazwie.

## Życiorys

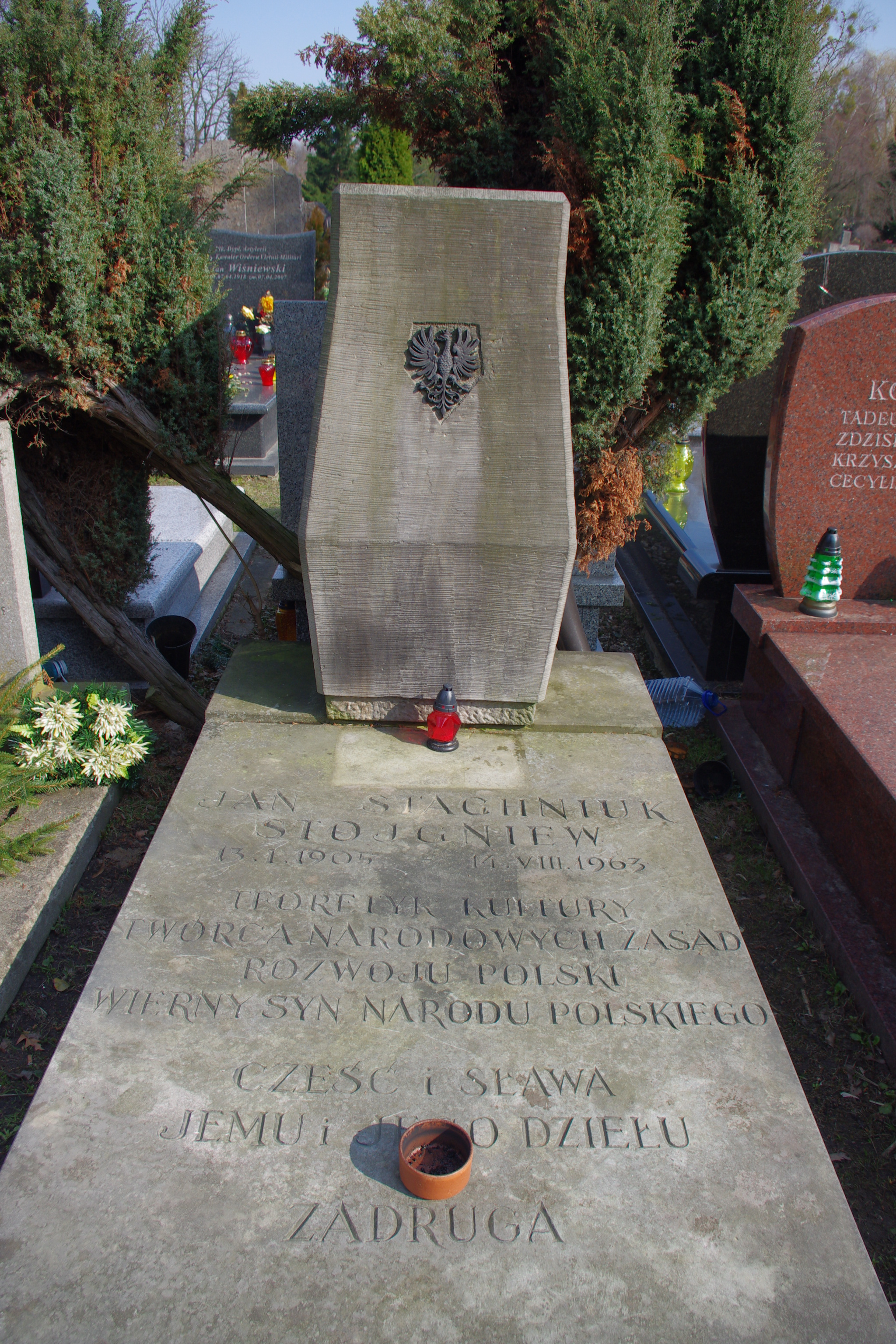
Grób działacza narodowego Jana Stachniuka (1905-1963) na Cmentarzu Wojskowym na Powązkach w Warszawie

### Młodość i okres międzywojenny
Urodził się w rodzinie kolejarskiej. W 1927 zdał maturę w Gimnazjum im. Juliusza Słowackiego w Kowlu i rozpoczął studia w Wyższej Szkole Handlowej w Poznaniu. W czasie studiów działał w Związku Polskiej Młodzieży Demokratycznej, Bratniej Pomocy WSH i był członkiem „Zetu”. W 1930 r. ukończył Wyższą Szkołę Handlową w Poznaniu. Po studiach przez krótki czas pracował w Kasie Chorych w Tucholi a następnie odbył służbę wojskową w Tomaszowie Lubelskim. Powrócił do Poznania, gdzie w okresie od grudnia 1931 do maja 1932 pełnił funkcję redaktora odpowiedzialnego organu ZPMD w Poznaniu – „Życie Uniwersyteckie”. W 1932 zrezygnował z członkostwa w „Zet”.
W 1933 roku wydał swą pierwszą książkę „Kolektywizm a naród” (łączącą w sobie idee nacjonalistyczne z kolektywizmem), dwa lata później ukazała się „Heroiczna wspólnota narodu”. Zawarł w niej swoją wizję ustroju zadrużnego („zadrugizmu”), której celem jest „ukierunkowanie wszystkich dziedzin działalności ludzkiej na rozwój osobisty i narodowy”. Nazwa „Zadruga” pochodziła od określenia starosłowiańskiej wspólnoty plemiennej. Był też autorem książki „Dzieje bez dziejów”, będącej analizą przyczyn upadku dziejowego Polski, za który winą obarczał katolicyzm i kontrreformację jezuicką w Polsce. Stworzył nacjonalistyczną i zarazem antykapitalistyczną ideologię, odrzucającą chrześcijaństwo z powodu jego zdaniem destrukcyjnego wpływu na charakter narodowy, po części wynikającego z obcego (żydowskiego) pochodzenia oraz nawołującą do stworzenia kolektywnego społeczeństwa – „Narodowej Wspólnoty Tworzącej”.
W 1935 przeniósł się do Warszawy wraz z Sabiną Różycką, jego ówczesną towarzyszką życia. W 1937 roku założył pismo „Zadruga”, które wydawał w Warszawie do 1939 roku. Wokół pisma skupiło się grono zwolenników jego koncepcji historiozoficznej – Józef Grzanka (formalny redaktor odpowiedzialny), Bogusław Stępiński, Antoni Wacyk i in. Członkowie grupy przyjmowali imiona słowiańskie, wówczas przybrał imię Stoigniew, będący później jego pseudonimem w AK.

### II wojna światowa
W 1939 nie został zmobilizowany. Wraz z niezmobilizowanymi mężczyznami wyruszył na wschód (po apelu płk Umiastowskiego z 7 września 1939). W październiku 1939 powrócił do Warszawy. Ponownie skupił wokół siebie środowisko zadrużan, pozyskując też nowych zwolenników. W czasie II wojny światowej był członkiem Stronnictwa Zrywu Narodowego nie brał jednak udziału w bezpośredniej działalności politycznej koncentrując się na publicystyce – był autorem szeregu artykułów w konspiracyjnych pismach „Zryw” (organ SZN) i „Kadra” – organie Kadry Polski Niepodległej. Używał okupacyjnej kennkarty na nazwisko Mieczysław Adamek. Stachniuk walczył czynnie w szeregach AK w powstaniu warszawskim, w kompanii powstałej na bazie wcielonych do AK żołnierzy KPN, w ramach Zgrupowania mjr „Bartkiewicza” (Śródmieście Płn). Wykazał się odwagą (odznaczony Krzyżem Walecznych, trzykrotnie ranny).

### Po wojnie
Po upadku Powstania Warszawskiego uciekł z transportu i dotarł do Częstochowy, gdzie ukrywał się, z pomocą rodziny Antoniego Wacyka, do czasu odejścia Niemców. W lutym 1945 wrócił do Warszawy. Damazy Tilgner „Jaromir” zwolennik jego poglądów i znajomy z konspiracji zaproponował mu pracę w „grupie operacyjnej” w Bydgoszczy przejmującej z rąk wojsk radzieckich poniemieckie zakłady przemysłowe w województwie pomorskim. Po zakończeniu jej działalności do czerwca 1945 pracował w Wojewódzkim Wydziale Przemysłowym w Bydgoszczy, korzystając z poparcia wojewody Zygmunta Felczaka. Następnie utrzymywał się z handlu, pisując też pod pseudonimami (A. Mieczkowski, M. Adamek) do dwutygodnika „Zryw” oraz dziennika „Ilustrowany Kurier Polski”. Zdając sobie sprawę z niesuwerennego charakteru Polski pojałtańskiej był jednak zwolennikiem legalnego odtworzenia ruchu zadrużnego. W związku z tym zadrużan pozostałych na emigracji namawiał listownie do powrotu do kraju. Pozostając osobą prywatną i bezpartyjną rozwijał filozofię kulturalizmu oraz starał się propagować swoje idee - drukiem i poprzez swoich zwolenników, tworzących zauważalną grupę w koncesjonowanym Stronnictwie Pracy. Zamieszkał w Bydgoszczy, gdzie związał się z Franciszką Stembrowicz.
Korzystając ze wsparcia dawnych sympatyków, działaczy „Zrywu” i Stronnictwa Pracy (Zygmunt Felczak, Feliks Widy-Wirski), którzy po 1945 jako działacze koncesjonowanego SP otrzymali stanowiska państwowe  wydawał legalnie swoje prace (zob. niżej). Nie został jednak – mimo starań i spełniania warunków formalnych – przyjęty do Związku Literatów Polskich. Nie udało mu się zalegalizować Zadrugi, a publikowane książki wywoływały wrogie reakcje zarówno w legalnej prasie krajowej jak i emigracyjnej. Śmierć Zygmunta Felczaka (1946) oraz zmiana ogólnej sytuacji kraju po 1948 r. wiążąca się też z politycznym upadkiem Widy-Wirskiego i SP pozbawiła Stachniuka punktu oparcia, jakim byli.

#### Aresztowanie i proces
Bezpośrednim powodem aresztowania było powiązanie członka redakcji „Zadrugi” Bogusława Stępińskiego z aresztowanym w 1949 Bolesławem Weszczakiem.
W pokazowym procesie prokurator Beniamin Wejsblech zażądał kary śmierci, jednak wyrokiem z 9 lipca 1952 roku Stachniuka skazano na 15 lat więzienia. Sąd Najwyższy wyrokiem z 24 grudnia 1953 roku zmniejszył tę karę do lat ośmiu, a po zastosowaniu amnestii kara wynosiła siedem lat. Razem z nim w tym procesie sądzeni byli: Teodor Jakubowski, Janina Kłopocka, Bogusław Stępiński. Stachniuka zesłano do jednego z najcięższych więzień (Barczewo), gdzie był bity i torturowany. Z niewoli wyszedł jako kaleka niezdolny do sprawnego życia. Nie powiodła się próba emigracji do Szwecji. 14 sierpnia 1963 roku zmarł w zakładzie leczniczym w Radości koło Warszawy. Został pochowany na cmentarzu na Powązkach Wojskowych (FII-7-6).

## Książki
- Kolektywizm a naród (1933)
- Heroiczna wspólnota narodu (1935)
- Państwo a gospodarstwo (1939)
- Dzieje bez dziejów (1939)
- Mit słowiański (1941, wydane w 2006)
- Zagadnienie totalizmu (1943)
- Człowieczeństwo i kultura (1946)
- Walka o zasady (1947)
- Wspakultura (1948)
- Droga rewolucji kulturowej w Polsce (1948, wydane w 2006)
- Chrześcijaństwo a ludzkość (1949, wydane w 1997)
- Przyszłość Słowiańszczyzny – rękopis zaginął po aresztowaniu, niepublikowana